# 漁歌子
《渔歌子》，词牌名。单调，以张志和《渔歌子·西塞山前白鹭飞》为正体，27字，四平韵。

## 词牌格式
仄仄平平仄仄平，平平仄仄仄平平。平仄仄，仄平平。平平仄仄仄平平。

## 例词
李珣
避世垂纶不记年，官高争得似君闲。倾白酒，对青山。笑指柴门待月还。
张志和
西塞山前白鹭飞，桃花流水鳜鱼肥。青箬笠，绿蓑衣，斜风细雨不须归。

## 诗词影响

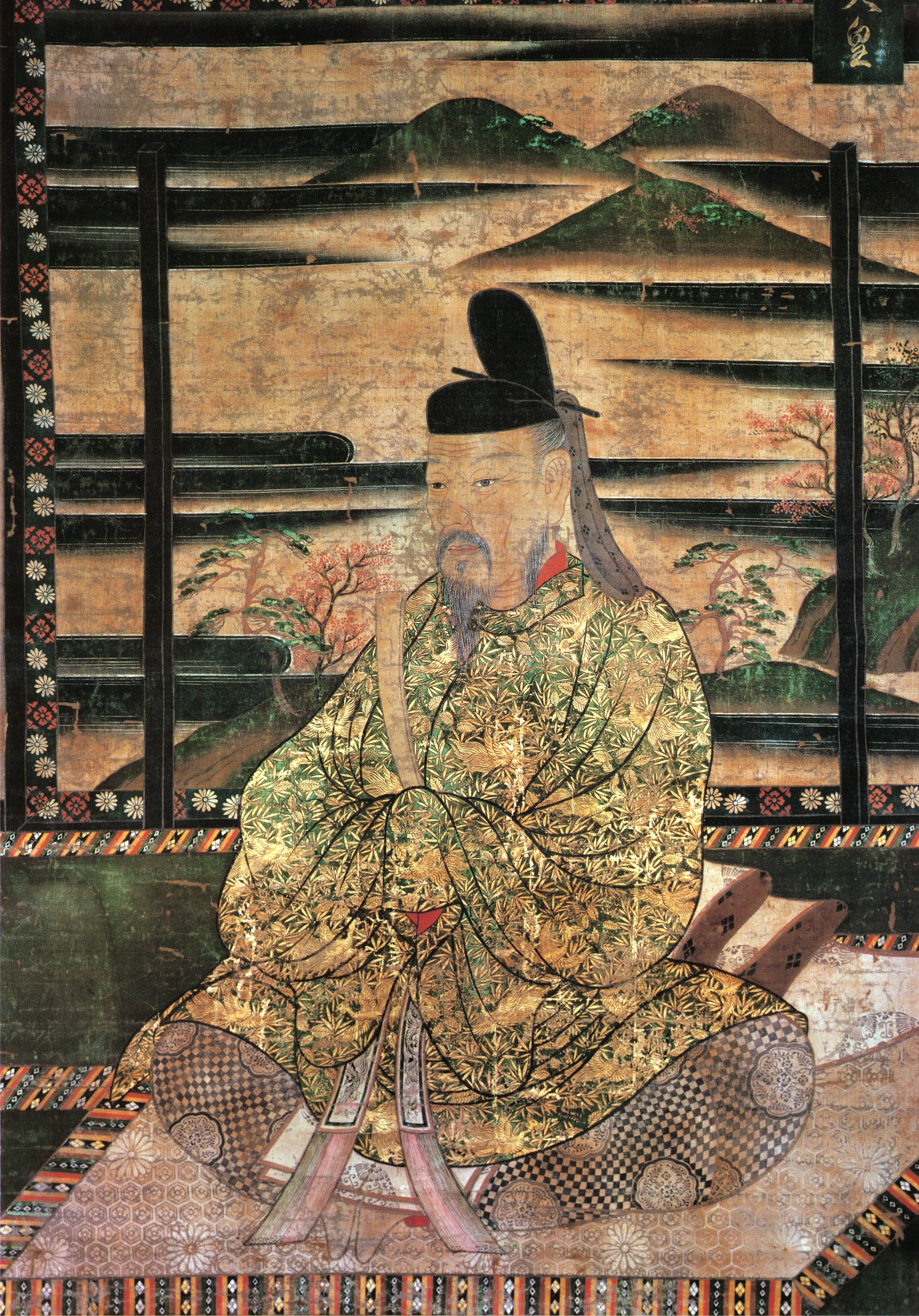
嵯峨天皇畫像

日本的嵯峨天皇仰慕大唐的汉文化，因此曾派遣遣唐使前往长安进行学习与交流。其中在渔歌子传入日本后受到了嵯峨天皇的喜爱，期间创作了五首《雜言漁歌》
。